# ブラッドマン (小惑星)
ブラッドマン (2472 Bradman) は小惑星帯にある小惑星。ルボシュ・コホーテクがハンブルクのベルゲドルフ天文台で発見した。
オーストラリアのクリケット選手、ドナルド・ブラッドマンに因んで名付けられた。